# Synkov
Synkov (německy Sinkow) je jihozápadní část obce Synkov-Slemeno v okrese Rychnov nad Kněžnou. Prochází zde silnice II/318. V roce 2009 zde bylo evidováno 81 adres. V roce 2001 zde trvale žilo 212 obyvatel.
Synkov je také název katastrálního území o rozloze 2,59 km2.

## Galerie

Synkov
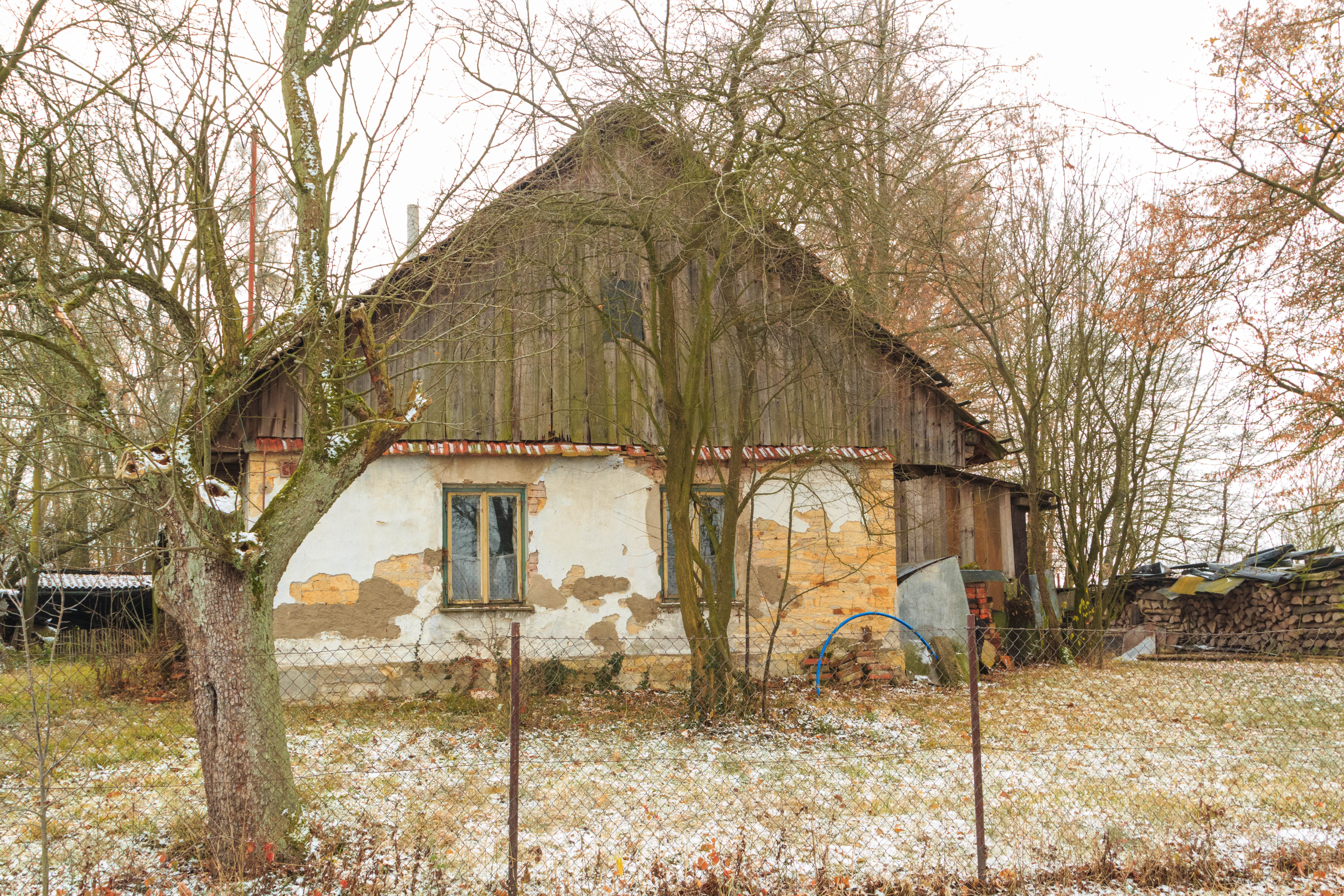
Stavení čp. 9
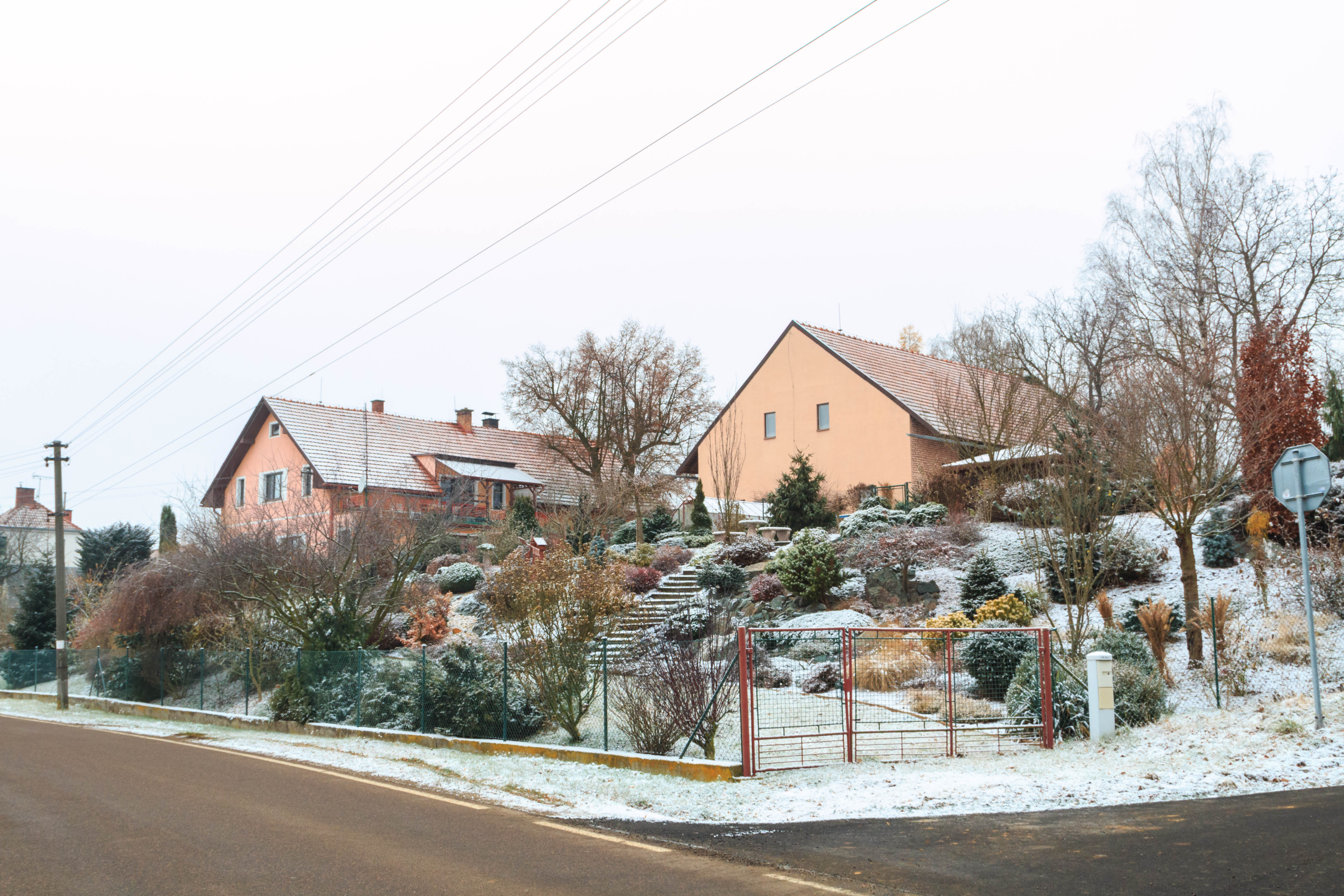
Stavení čp. 61
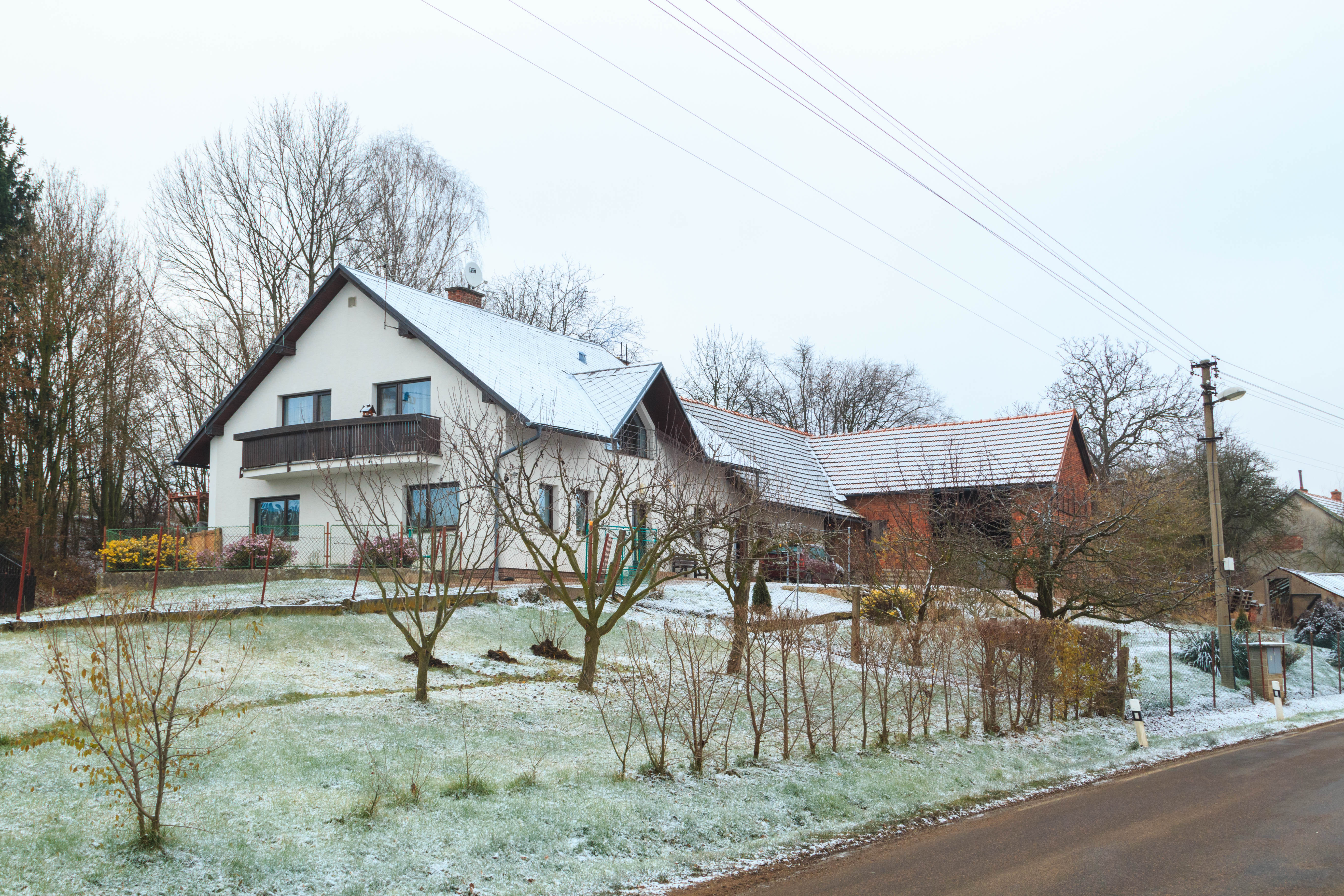
Stavení čp. 31
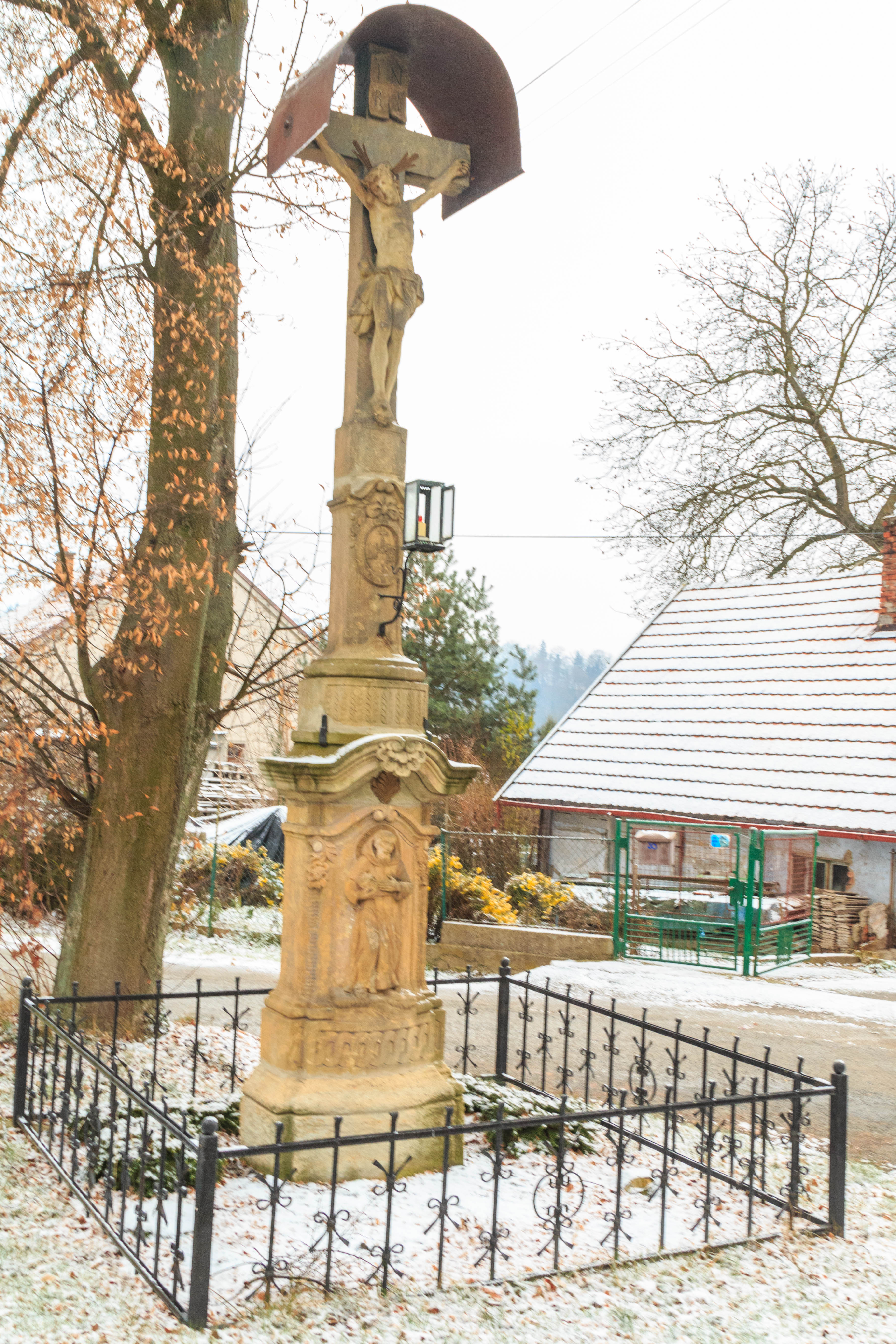
Kříž
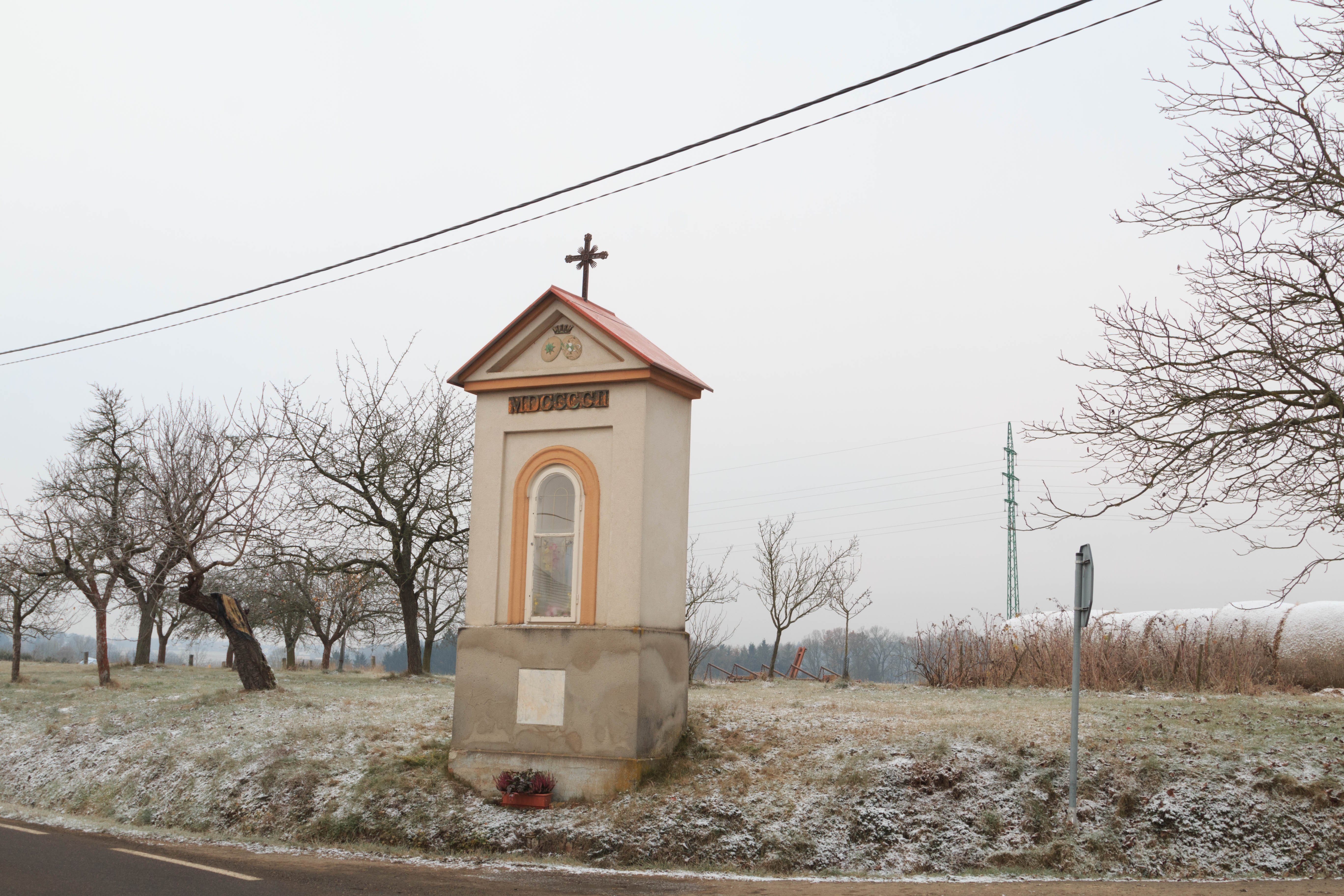
Výklenková kaple
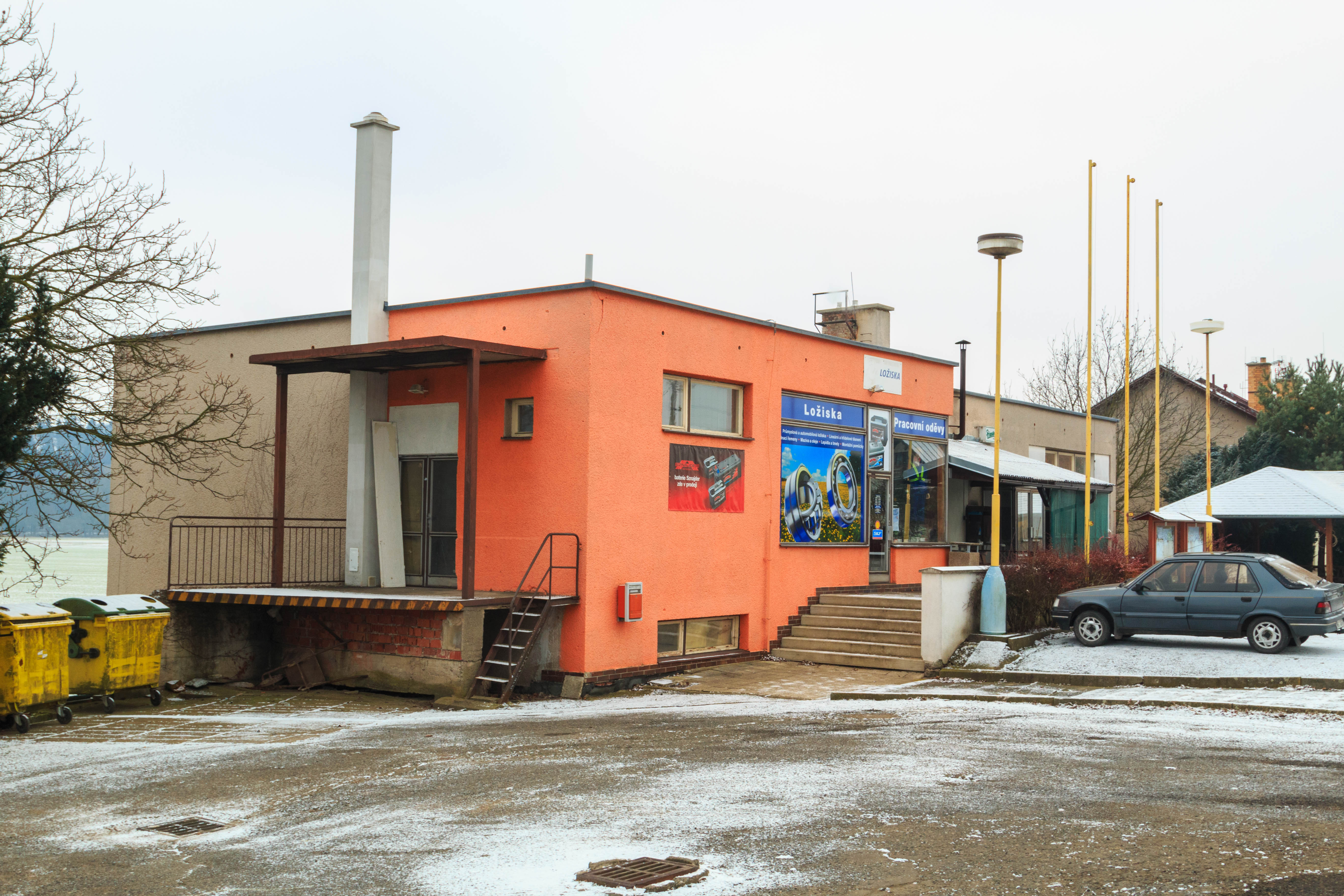
Obchod
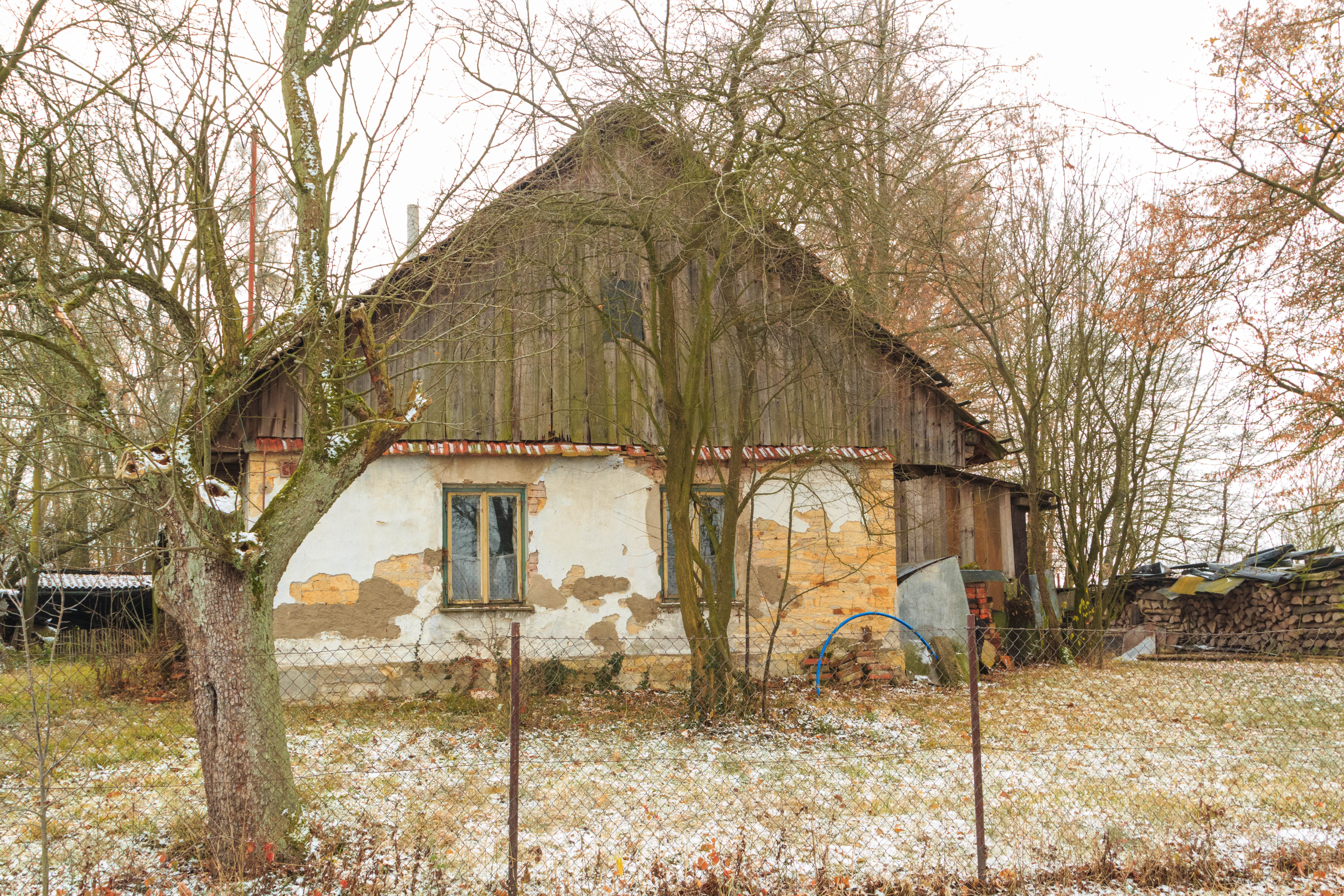
Stavení čp.9
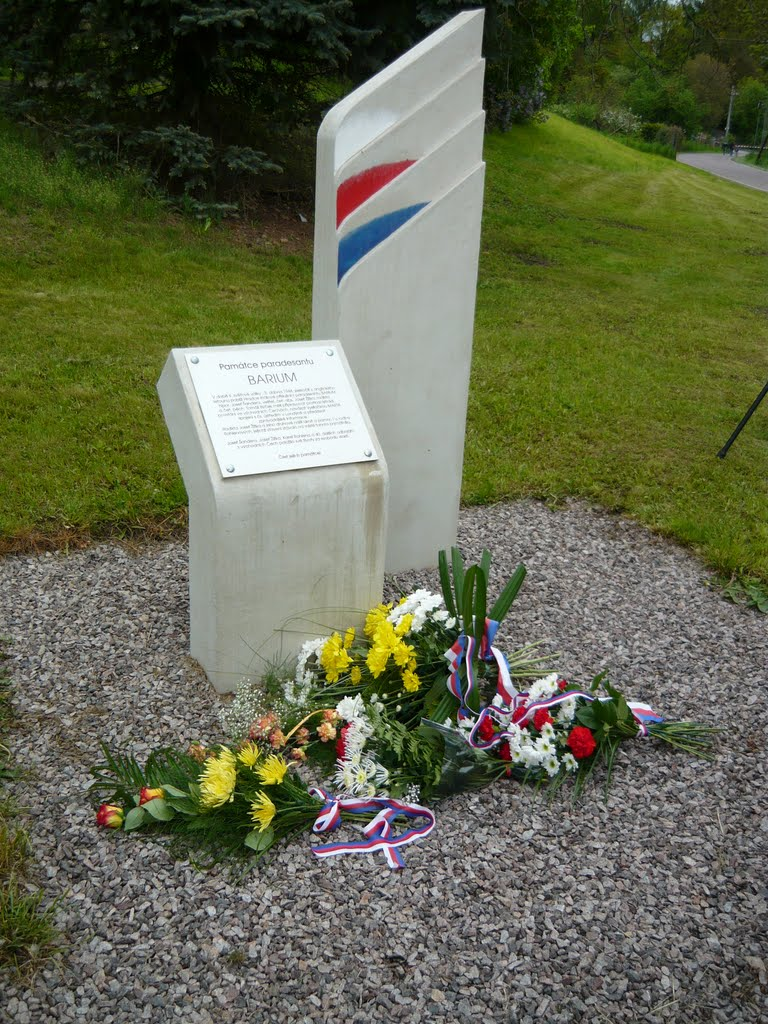
Pomník parašutistům
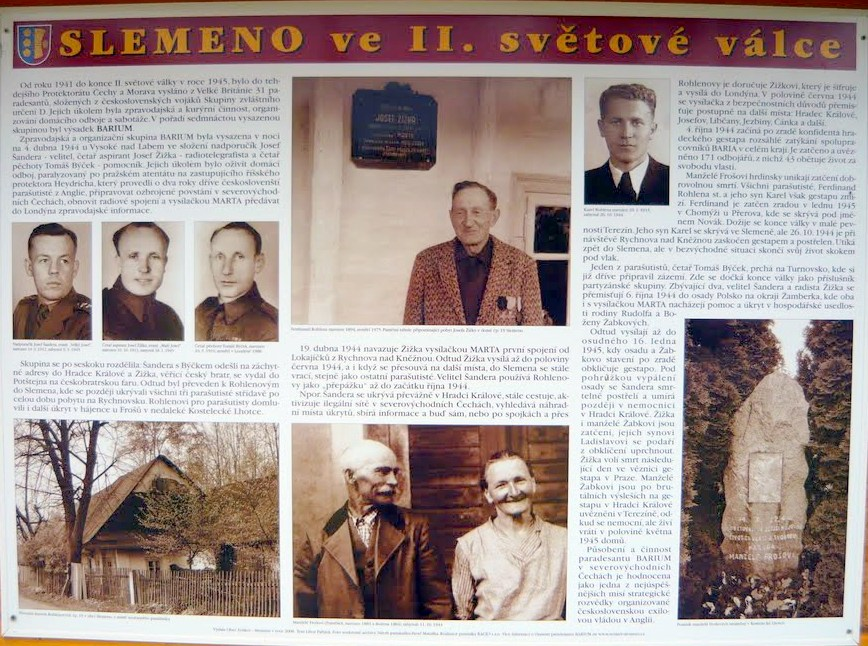
Členové paraskupiny Barium